# Лошанский сельсовет (Минский район)
Лошанский сельсовет (бел. Лаша́нскі сельсавет; до 1981 года — Слободской) — административно-территориальная единица на территории Минского района Минской области Республики Беларусь. Административный центр — агрогородок Лошаны.

## История
28 июня 2013 года в состав сельсовета включены населённые пункты Агарки, Гуя, Кальзберг и Лисицы, входившие в состав Роговского сельсовета.

## Состав
Лошанский сельсовет включает 34 населённых пунктов:
- Агарки — деревня.
- Биньковцы — деревня.
- Бовбли — деревня.
- Бровки — деревня.
- Вышково — деревня.
- Горошки — деревня.
- Гуя — деревня.
- Динаровичи — деревня.
- Кальзберг — деревня.
- Криницы — деревня.
- Куты — деревня.
- Лабенщина — деревня.
- Ленина — посёлок.
- Лисицы — деревня.
- Лошаны — агрогородок.
- Ломшино — деревня.
- Мацки — деревня.
- Новинка — посёлок.
- Прудище — деревня.
- Путники — деревня.
- Рабушки — деревня.
- Саевщина — деревня.
- Селец — посёлок.
- Селец — деревня.
- Селище — деревня.
- Селявщина — деревня.
- Слобода — деревня.
- Суковичи — деревня.
- Шимково — деревня.
- Щербины — деревня.